# Коркоро
Коркоро („Сам” на ромском језику) је француски драмски филм из 2009. године који је написао и режирао Тони Гатлиф, са Марком Лавуаном, Мари Жозе Кроз и Џејмсом Тијеријем у главним улогама. Глумачку поставу, поред Рома, чиниле су особе разних националности (Албанци, Срби, Грузијци, Норвежани и Французи) које је режисер регрутовао у Трансилванији.
Заснован на анегдоти о Другом светском рату ромског историчара Жака Зигота, филм је инспирисан Ромима који су избегли нацисте уз помоћ француских сељана. Приказује ретко документовану тему геноцида над Ромима. Поред ромске групе, филм има лик који је заснован на Ивет Лунди, учитељици француског језика која је била активна у француском отпору и депортована у концентрациони логор због фалсификовања пасоша за Роме. Гатлиф је намеравао да направи документарни филм, али недостатак документације је довео до тога да филм представи као драму.
Филм је премијерно приказан на филмском фестивалу у Монтреалу, освојивши велику награду Америке, поред осталих награда. У фебруару 2010. године, филм је издат у Француској под називом Liberté (Слобода), где је зарадио 601.252 америчких долара. Приходи из Белгије и Сједињених Држава донели су укупно 627.088 америчких долара. Музика из филма, коју су компоновали Тони Гатлиф и Делфин Мантулет, добила је номинацију у категорији „Најбоље написана музика за филм” на 36. додели награде Цезар.
Коркоро је описан као „ретка кинематографска почаст” онима који су убијени у Порајмосу. Филм је добио позитивне критике, укључујући похвале због неуобичајено лежерног темпа за филм о холокаусту. Критичари га сматрају једним од најбољих режисерових дела, а са филмом Лачо Дром једним од „најдоступнијих”. Сматра се да филм приказује Роме на нестереотипичан начин, далеко од клишејских приказа њих као музичара.

## Радња филмa
Радња филма је смештена у руралној Вишијевској Француској, а започиње са деветогодишњим француским дечаком, Клаудом, који је побегао из сиротишта. Он је одлучио да избегне заштиту државе. Упознаје ромски караван, проширену породицу од 20 мушкараца, жена и деце, који одлучују да га усвоје. Роми почињу звати Клауда, Коркоро, односно онај који је слободан. Фасциниран њиховим номадским начином живота, одлучује да остане с њима.
Караван поставља камп испред малог винородног села, надајући се да ће наћи сезонски посао у виноградима и место за продају своје робе. Село је, као што је био тадашњи тренд, подељено на две фракције, она која поздравља Роме и она која их види као уљезе. Теодор Росијер, сеоски градоначелник и ветеринар, и Мадмозел Лунди, учитељица и службеница у градској већници, двоје су пријатељски настројених мештана. Жандармерија Вишијевске Француске користила је документацију направљену у пасошима својих грађана да прати њихово кретање. То је негативно утицало на све Роме. Лунди користи своју позицију службенице и фалсификује њихове пасоше, уклањајући документацију о њиховом кретању.
Касније, када Росијер има несрећу изван села, бива спасен од стране Рома који га лече традиционалним исцељујућим поступцима. Продаје им кућу свог оца како би их заштитио од фашистичке политике затварања бескућника. Лунди уписује децу у своју школу. Роми виде да Французи покушавају да им помогну, али се боре са животом на једном месту и правилима формалног образовања.
Када нацисти стигну, открива се да су Росијер и Лунди припадници француског отпора. Бивају ухапшени и мучени током испитивања. Нацисти сакупљају Роме и шаљу их у концентрационе логоре. Клауд, за кога брине Росијер, одлучује да иде са Ромима.

## Позадина приче
За време Другог светског рата, Порајмос је био покушај нацистичке Немачке, Независне државе Хрватске, Хортијеве Мађарске и њихових савезника да истребе ромски народ у Европи. Под Хитлеровом владавином, Нирнбершким законима су и Роми и Јевреји били дефинисани као „непријатељи државе засноване на раси”. Ове две групе биле су на мети сличних политика и прогона, што је довело до скоро потпоног истребљења обе популације у нацистички окупираним земљама. Процене броја страдалих Рома у Другом светском рату крећу се од 220.000. до 1.500.000.